# Lokovec
Lokovec – wieś w Słowenii, w gminie miejskiej Nova Gorica. W 2018 roku liczyła 277 mieszkańców. 